# (11970) Palitzsch
(11970) Palitzsch – planetoida z pasa głównego asteroid okrążająca Słońce w ciągu 5 lat i 107 dni w średniej odległości 3,04 j.a. Została odkryta 4 października 1994 roku w obserwatorium w Sormano przez Piero Sicoliego i Pierangelo Ghezziego. Nazwa planetoidy pochodzi od Johanna Georga Palitzscha (1723-88), niemieckiego astronoma amatora, który jako pierwszy w 1758 roku obserwował pojawienie się komety Halleya przewidziane przez Edumnda Halleya. Przed nadaniem nazwy planetoida nosiła oznaczenie tymczasowe (11970) 1994 TD.